# Pillangófélék
A pillangófélék (Papilionidae) a rovarok (Insecta) osztályának lepkék (Lepidoptera) rendjébe, ezen belül a valódi lepkék (Glossata) alrendjébe tartozó család.

## Származásuk, elterjedésük
A család a sarkvidékek kivételével az egész Földön elterjedt, de a több mint 500 faj zöme trópusi tájakon él. Magyarországon jelenleg 4 fajuk honos, mind védett:
- fecskefarkú lepke (Papilio machaon): Magyarországon védett, természetvédelmi értéke 10 000 Ft,
- kardoslepke (Iphiclides podalirius): Magyarországon védett, természetvédelmi értéke 10 000 Ft,
- kis apollólepke (kis Apolló-lepke, Parnassius mnemosyne): Magyarországon védett, természetvédelmi értéke 50 000 Ft,
- farkasalmalepke (Zerynthia polyxena): Magyarországon védett, természetvédelmi értéke 50 000 Ft,

Az apolló-lepke (nagy apollólepke, Parnassius apollo) napjainkban valószínűleg már nem honos Magyarországon; irodalmi adatok szerint magasabb hegységeinkben (Bakony, Bükk-vidék) élt valaha. Utoljára észlelt példányai a nyugati határszélen valószínűleg Ausztriából sodródtak át.

## Megjelenésük, felépítésük
Általánosságban a pillangók a legnagyobb és leglátványosabb nappali lepkék: nagy, ritkábban közepes termetűek, színesek.
Alapszínük sárga vagy fehér; hátsó szárnyukon nemritkán színes szemfolt látható.

## Életmódjuk
Imágóik nappal repülnek.

## Rendszerezésük
A családot három alcsaládra osztják:

### Baróniaformák
A baróniaformák (Baroniinae) alcsaládjába  1 nem tartozik egyetlen fajjal:
- barónia (Baronia brevicornis)

### Apollóformák
Az apollóformák (Parnassiinae) alcsaládjába - 3 nemzetség tartozik:
- lüdorfiarokonúak (Luehdorfiini) – 4 nem
  - Bhutanitis
  - Luehdorfia
  - Sericinus
  - Zerynthia

- Apolló-rokonúak (Parnassiini) - 3 nem
  - Archon
  - Hypermnestra
  - Parnassius
    - apolló-lepke (Parnassius apollo)
- Farkasalmalepkék (Zerynthiini)

### Pillangóformák
A pillangóformák (Papilioninae) alcsaládjába  4 nemzetség tartozik:
- Leptocircini – 7 nem
  - Eurytides
  - Graphium
  - Iphiclides
  - Lamproptera
  - Mimoides
  - Protesilaus
  - Protographium

- pillangórokonúak (Papilionini) - 3 nem
  - Chilasa
  - Meandrusa
  - Papilio

- Teinopalpini - 1 nem
  - Teinopalpus

- madárpillangók (Troidini) - 2 öregnem és további 9 nem
  - Öregnembe nem besoroltak:
    - Atrophaneura
    - Byasa
    - Cressida
    - Losaria
    - Ornithoptera
    - Pachliopta
    - Pharmacophagus
    - Trogonoptera
    - Troides

  - Battina öregnem:
    - Battus

  - Troidina öregnem:
    - Euryades
    - Parides